# 帝王韵记

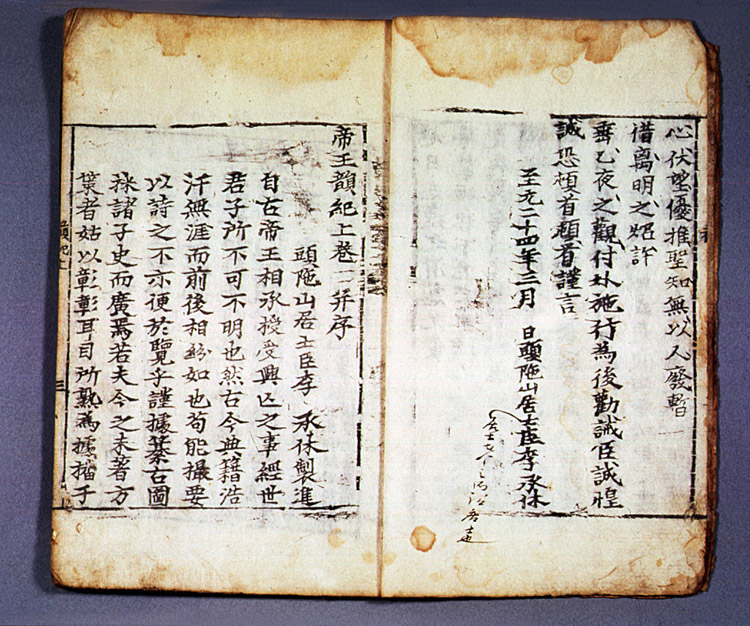

《帝王韵记》是高丽史家李承休於1287年（高丽末－朝鲜初期）撰寫的樂府體漢文詠史詩，範圍由檀君至高丽忠烈王为止。《帝王韵记》以七言诗的形式写成，上卷写中国历史，下卷写韩国历史，表现了中韩两国在文化、历史方面的差异。。全诗共2370句，16590字。